# ACTIVE CVTシステム
ACTIVE CVTシステム（アクティブ シーブイティー-）とは、トヨタ自動車が2005年10月3日に発表し、ラクティスに装着された、無段変速機の制御システムである。
無段変速機（CVT）を7速オートマチックの様に使えるようにしたもので、スポーティーなイメージを持てるように、パドルシフト付スポーツマチックと、CVT SPORTモードを備えている。CM等にF1が登場するが、レース用のパドルシフトやシーケンシャル・ミッションとは関連性が無い。